# 吉田大八 (映画監督)
吉田 大八（よしだ だいはち、1963年10月2日 - ）は、日本の映画監督、CMディレクター。鹿児島県出身。2013年、『桐島、部活やめるってよ』で第36回日本アカデミー賞最優秀監督賞、最優秀作品賞を始め各賞を受賞。

## 経歴
ラ・サール高等学校、早稲田大学第一文学部卒業。高校までは音楽をやっていて映画はあまり関心がなかったが、上京後に観た『爆裂都市 BURST CITY』で映画にはまり、大学4年間で映画を観まくり、『仁義なき戦い』や『太陽を盗んだ男』などに感銘を受けた。
1987年にCM制作会社のティー・ワイ・オーに入社。以降、20年間CMディレクターとして数百本のテレビCMを手掛け、様々な広告賞を受賞している。テレビCM以外には、ミュージック・ビデオやテレビドラマ、ショートムービーなども演出しており、2007年には、初の長編劇場用映画『腑抜けども、悲しみの愛を見せろ』を監督し、同年の第60回カンヌ国際映画祭の批評家週間部門に招待され話題となる。
2013年、『桐島、部活やめるってよ』で第36回日本アカデミー賞最優秀監督賞、最優秀作品賞を始め各賞を受賞。同作は初動こそ振るわなかったものの、鑑賞者による口コミの広がりにより6か月以上に及ぶ異例のロングラン上映となった。
2017年に「僕そのものの考え方を半分くらい作った」と語る程、自身の創作に多大な影響を受けていたミュージシャン平沢進と対談を行う。

## 作品

### 映画
- 腑抜けども、悲しみの愛を見せろ（2007年、ファントム・フィルム）- 監督・脚本
- クヒオ大佐（2009年、ショウゲート）- 監督・脚本
- パーマネント野ばら（2010年、ショウゲート）- 監督
- 桐島、部活やめるってよ（2012年、ショウゲート）- 監督・脚本
- 紙の月（2014年、松竹）- 監督
- 美しい星（2017年、ギャガ）- 監督・脚本
- 羊の木（2018年2月3日公開、アスミック・エース）[9] - 監督
- 騙し絵の牙（2021年3月26日公開、松竹）[10] - 監督・脚本
- No Return（2021年7月14日配信、Amazon Music） - 監督・脚本[11]
- 敵（2025年1月17日公開予定、ハピネットファントム・スタジオ/ギークピクチュアズ）- 監督・脚本[12]

### 舞台
- ぬるい毒（2013年9月、紀伊國屋ホール、原作:本谷有希子、出演:夏菜、池松壮亮）

### ショートムービー
- 男の子はみんな飛行機が好き（出演:三浦友和）＊『SO-RUN MOVIE ソーラン・ムービー』の中の1編
- dolce 実況ホテル／2つの教室／カリスマ写真家
- ミツワ（出演:板尾創路、樋口可南子、市川実日子、中村獅童）

### テレビドラマ
- STAFF ONLY TAKE-99(CX 出演：宇崎慧、松尾スズキ)
- 離婚なふたり（2019年4月5日・12日、テレビ朝日） [13]

### PV
- スピッツ「流れ星」「愛のしるし」（撮影：松永正之）
- 高橋優「陽はまた昇る」

## 映画祭実績
- 男の子はみんな飛行機が好き
  - ショートショートフィルムフェスティバル2002 招待上映
  - 第6回水戸短編映像祭 招待上映
  - TJSFF トロント日本短編映画祭（カナダ／2004）
  - クレルモンフェラン国際短編映画祭（英語版、フランス語版）（フランス／2005年）
  - プラネット映画祭05
  - ドレスデン・アニメーション＆短編国際映画祭（ドイツ／2005年）
  - THE JAPANESE FILM SEASON（ロンドン／2005年）
- 「dolce 実況ホテル／2つの教室／カリスマ写真家」
  - クレルモン＝フェラン国際短編映画祭 参加（フランス／2003年）
- 腑抜けども、悲しみの愛を見せろ
  - カンヌ国際映画祭 "批評家週間"
  - カルロヴィヴァリ国際映画祭 Another View部門
  - 釜山国際映画祭 A Window On Asian Cinema部門
  - ワルシャワ国際映画祭 Free Spirit Competition部門 大賞受賞
  - "2Morrow" 国際映画祭（モスクワ）コンペティション部門
  - AFI（アメリカン・フィルム・インスティチュート）International Feature Competition部門
- パーマネント野ばら
  - プチョン国際ファンタスティック映画祭NETPAC賞（アジア最優秀映画賞）
- 紙の月
  - 第27回東京国際映画祭観客賞
- 敵
  - 第37回東京国際映画祭東京グランプリ/東京都知事賞、最優秀監督賞

## 受賞歴
- 第34回ヨコハマ映画祭作品賞および監督賞（『桐島、部活やめるってよ』）
- 第67回毎日映画コンクール日本映画優秀賞および監督賞（『桐島、部活やめるってよ』）[14][15]
- 第36回日本アカデミー賞最優秀作品賞及び最優秀監督賞（『桐島、部活やめるってよ』）[16]
- 第38回日本アカデミー賞優秀監督賞（『紙の月』）[17]
- 第27回東京国際映画祭観客賞（『紙の月』）
- 第37回東京国際映画祭東京グランプリ/東京都知事賞、最優秀監督賞（『敵』）[18]
- 第18回アジア・フィルム・アワード監督賞（英語版）（『敵』）[19]